# 史提夫·皮爾斯
史提夫·皮爾斯（英語：Steve Pearce；1947年8月24日—）是美國的一位政治人物。自2011年開始，他是新墨西哥州第2選舉區選出的美國眾議院議員。他的黨籍是共和黨。他現在是新墨西哥州唯一的一位共和黨眾議員。他也曾經擔任新墨西哥州眾議院議員。